# Дуктилност
Дуктилност (лат. ductilis, мек) је особина материјала да се под утицајем спољашњег напрезања пластично деформише пре него што наступи лом.